# Chiesa di San Bartolomeo (Sora)
La chiesa di San Bartolomeo è un luogo di culto cattolico nel centro storico della città di Sora.
Situata in Corso Volsci in prossimità del Ponte di Napoli, fu costruita secondo una tradizione popolare ove sorgeva la casa di Eufemia e di suo figlio Cirillo i quali, divenuti poi santi, per primi accolsero ed ospitarono Santa Restituta, futura patrona di Sora venuta ad evangelizzare la città da Roma. Questa casa divenne luogo di raduno dei primi cristiani sorani ed in seguito chiesa dedicata all'Apostolo Bartolomeo.

## Storia e caratteristiche architettoniche
Per carenze documentali non è possibile datarne l’esatta realizzazione, tuttavia il rinvenimento al centro della parete absidale di una monofora del XI secolo certifica preesistenze di epoca romanica nell'impianto architettonico.

L'edificio di culto dedicato all'apostolo Bartolomeo, dal singolare impianto planimetrico, si presenta a tre navate: quelle laterali sono a due campate e dotate di eleganti volte a vela; la navata centrale, separata dalla copertura absidale a cupola da un arco a sesto ribassato, è a copertura piana con due riquadrature.
 
L'aula principale si conclude con un presbiterio circolare, privo di transetto, sormontato da una cupola affrescata, e relativa lanterna. Il tamburo su cui si erge la cupola presenta un oculo policentrico con cornice modanata e volute terminali, incorniciato a sua volta da un affresco pittorico.

Un alto cornicione fortemente aggettante, che circonda l'aula principale ed il presbiterio, è sostenuto da eleganti paraste di cui quelle che perimetrano l'area presbiteriale risultano anticipate da colonne con capitelli corinzi.

Sovrasta l'ingresso principale una cantoria in cui è collocato l'organo realizzato da Catarinozzi nel 1776. 

Il repertorio decorativo interno di gusto barocco è stato oggetto di un intervento di restauro avvenuto nel 1988 che, nella fase di ripulitura delle pareti ha eliminato il precedente paramento pittorico a finti marmi di varia colorazione, trattando le cornici modanate e i capitelli con doratura a foglia oro, mentre le superfici parietali opache danno risalto agli elementi architettonici aggettanti (colonne e paraste) che si presentano trattati a stucco antico veneziano con contrasto cromatico bianco su bianco.
La chiesa, provata dal terremoto della Marsica del 13 gennaio 1915 e dal successivo intervento di riassetto urbanistico,  voluto dal Podestà fascista Annibale Petricca, con la nuova realizzazione dell'antistante asse stradale aperto nel 1927, ha subito il rifacimento e l'arretramento della facciata riducendo la sua originaria lunghezza. Il piano pavimentale della chiesa risulta più in basso di circa un metro rispetto al piano stradale attuale della città, sollevato dai riporti delle macerie prodotte dal sisma.

L’attuale facciata, in sostituzione di quella barocca preesistente già rimaneggiata a seguito del terremoto del 24 luglio 1654, si presenta in stile neoclassico e ripropone lo schema di un tempio greco tetrastilo, in corrispondenza della navata centrale, affiancato da una coppia di finti campanili posti all’estremità della facciata stessa.

Dal punto di vista documentale è presente negli archivi della parrocchia, presso la Curia Vescovile, una pergamena datata 10 settembre 1272 con la quale si stipula un contratto tra l'Arciprete Riccardo e Mastro Guglielmo in cui si stabilisce la cessione a quest'ultimo di un terreno in cambio di lavori piuttosto consistenti per la riparazione della chiesa.
In un'altra pergamena datata 23 gennaio 1363, un tale Cecco De Omobono di Sora nel suo testamento lascia tre terreni per finanziare lavori in corso di esecuzione per la chiesa di S. Bartolomeo.
Nell’archivio parrocchiale è anche conservata una lettera autografa del sorano Cesare Baronio, datata 12 luglio 1596, nella quale il neo cardinale ringrazia l’Arciprete e i canonici per le felicitazioni giuntegli in occasione della sua elevazione alla porpora cardinalizia.

Nel 1564, lo stesso Baronio commissiona a Roma un Crocifisso ligneo, attribuito da Michele Biancale allo scultore Tiberio Calcagni appartenente alla scuola di Michelangelo, per donarlo alla chiesa di San Bartolomeo, attualmente esposto sulla parete absidale.

L’interno della chiesa si abbellisce ed assume l'attuale configurazione tra il XVI ed il XVIII secolo:
un documento con data 7 settembre 1573, custodito negli archivi della chiesa, attesta che Giovanni Battista Venturini di Pisa dona ducati 18 e grana 55 per la realizzazione della tribuna o soffitta all'altare maggiore, con atto stipulato nella casa del notaio Camillo Baronio, padre del futuro cardinale.

Alla prima metà del 1700 risalgono abbellimenti con affreschi della cupola e della navata centrale, con influssi della scuola del Cavalier d'Arpino, attribuiti al pittore di Arpino P. A. Sperduti: nella cupola è rappresentata la Cacciata degli angeli ribelli dal Paradiso, mentre sulla copertura della navata centrale sono rappresentati la Gloria dell'Agnello e l'Adorazione del SS.mo Sacramento.

Nell’altare centrale della navata destra, in un baldacchino dorato di stucchi è conservato il dipinto olio su tela del pittore gaetano Sebastiano Conca risalente all’anno 1700, raffigurante la Madonna del Divino Amore. Il quadro proviene dall’ex Collegio Sorano dei Gesuiti sito nell’attuale Palazzo Comunale veniva usato dagli stessi padri in alcune occasioni nelle missioni popolari che si svolgevano in svariati luoghi dell’Italia centrale. Il Conca ne realizzò su richiesta dei padri anche alcune copie e varianti che in seguito al moltiplicarsi del culto verso questa immagine si sparsero nei luoghi di maggior devozione.

Durante l’occupazione francese della città a causa delle politiche predatorie dei beni degli ordini religiosi, la tela fu venduta mediante un’asta pubblica insieme a tutti i beni del Collegio e il suo compratore anonimo alle cronache lo donò alla Chiesa di San Bartolomeo.

Nell’altare centrale della navata sinistra invece si trova la statua novecentesca di San Bartolomeo, dove prima dell’attuale collocazione era conservato il crocifisso del Calcagni, come si scorge dalla cornice di stucco a forma di croce e dai simboli della passione presenti nelle volte, mentre la statua era conservata in una nicchia che sovrastava l’altare maggiore prima della riforma liturgica, ormai distrutta insieme all’antico altare.

A destra e sinistra della porta d'ingresso, sotto la cantoria, sono esposte due tele rispettivamente la Pietà, della prima metà del 1600, e l'Immacolata Concezione con S. Nicola e S. Carlo Borromeo di scuola romana della prima metà del 1600, mentre nel presbiterio vi sono collocate due tele di cui una della seconda metà del 1600 rappresentante i SS. Cosma e Damiano.

## Galleria d'immagini

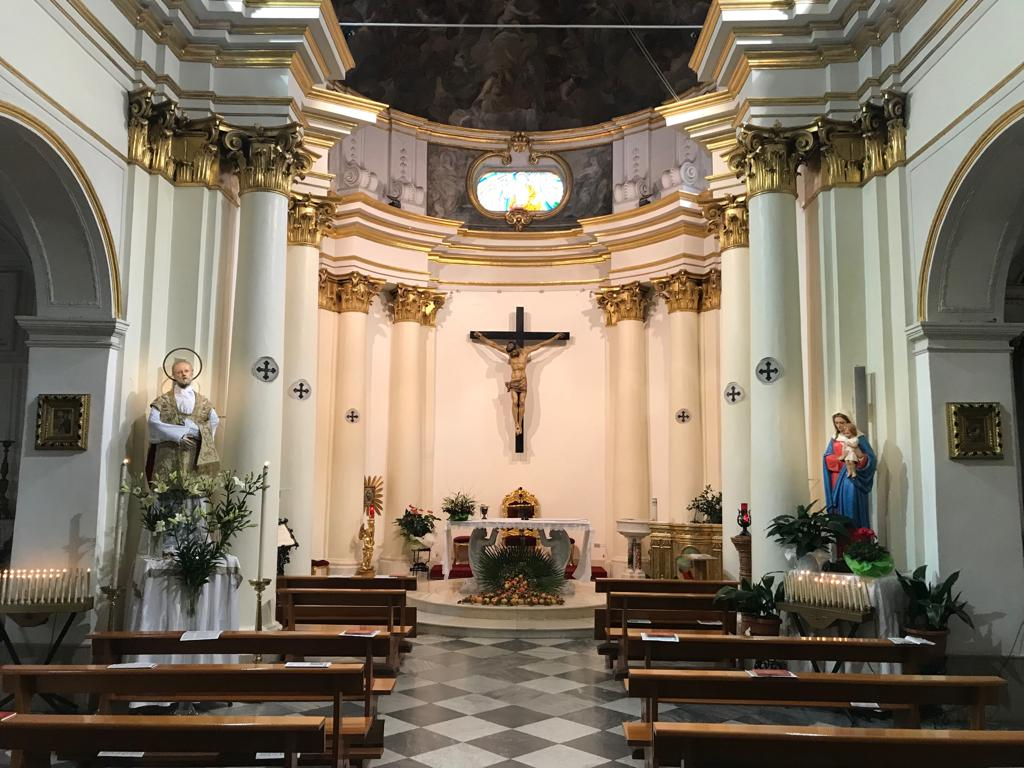
Altare maggiore
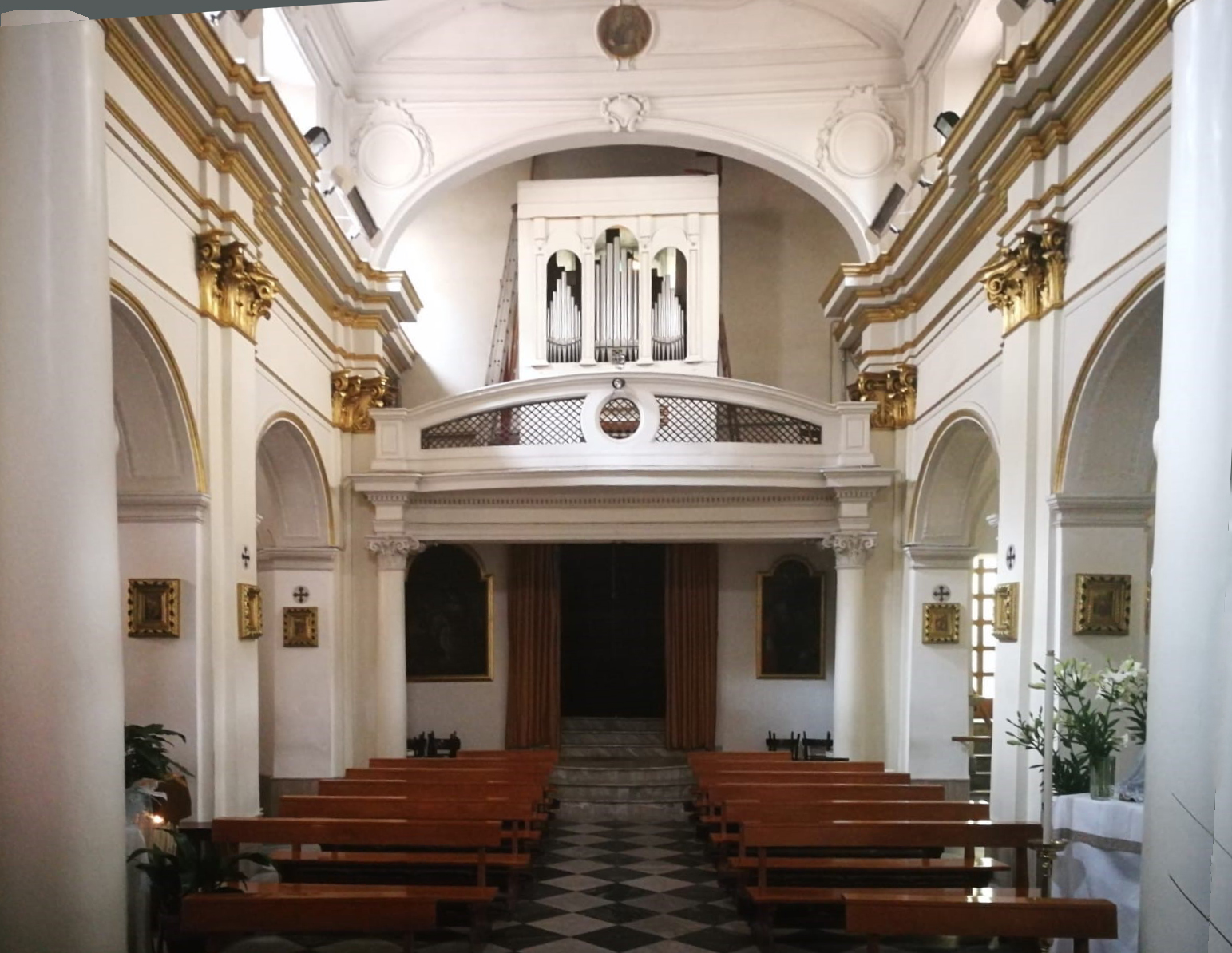
Cantoria
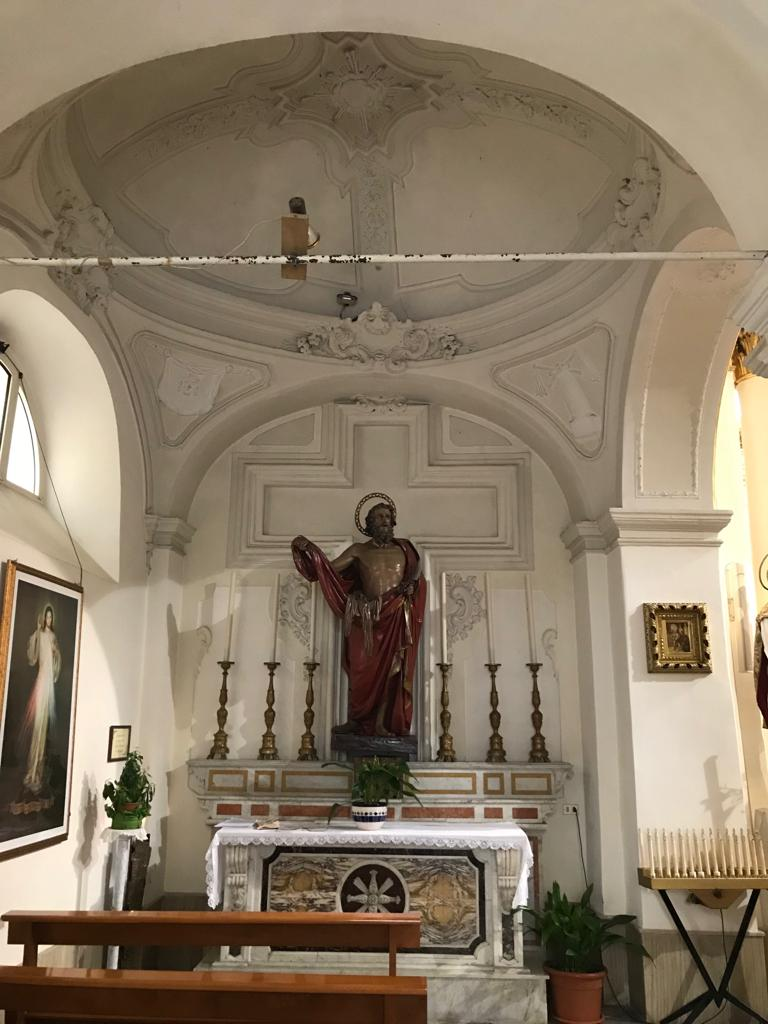
Navata laterale sinistra
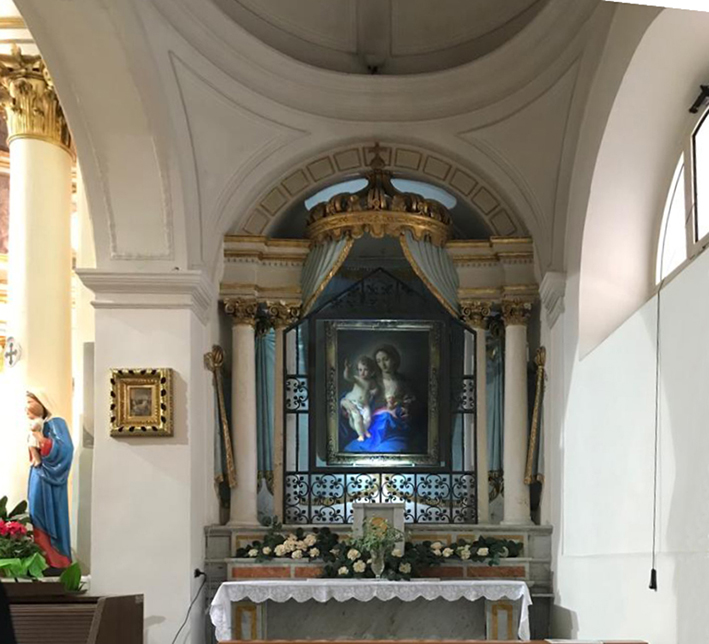
Navata laterale destra
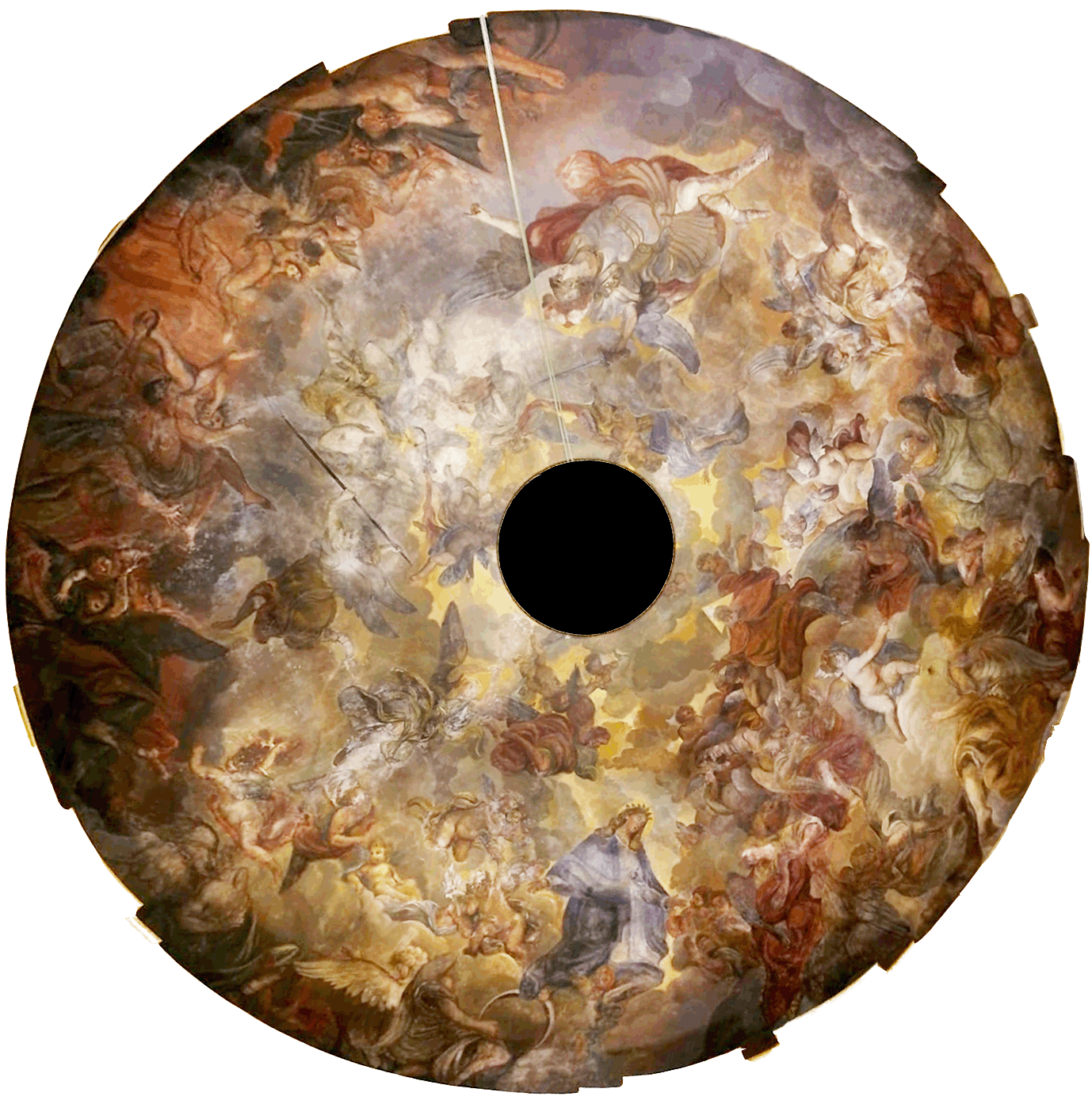
Cupola: La cacciata degli angeli ribelli dal Paradiso
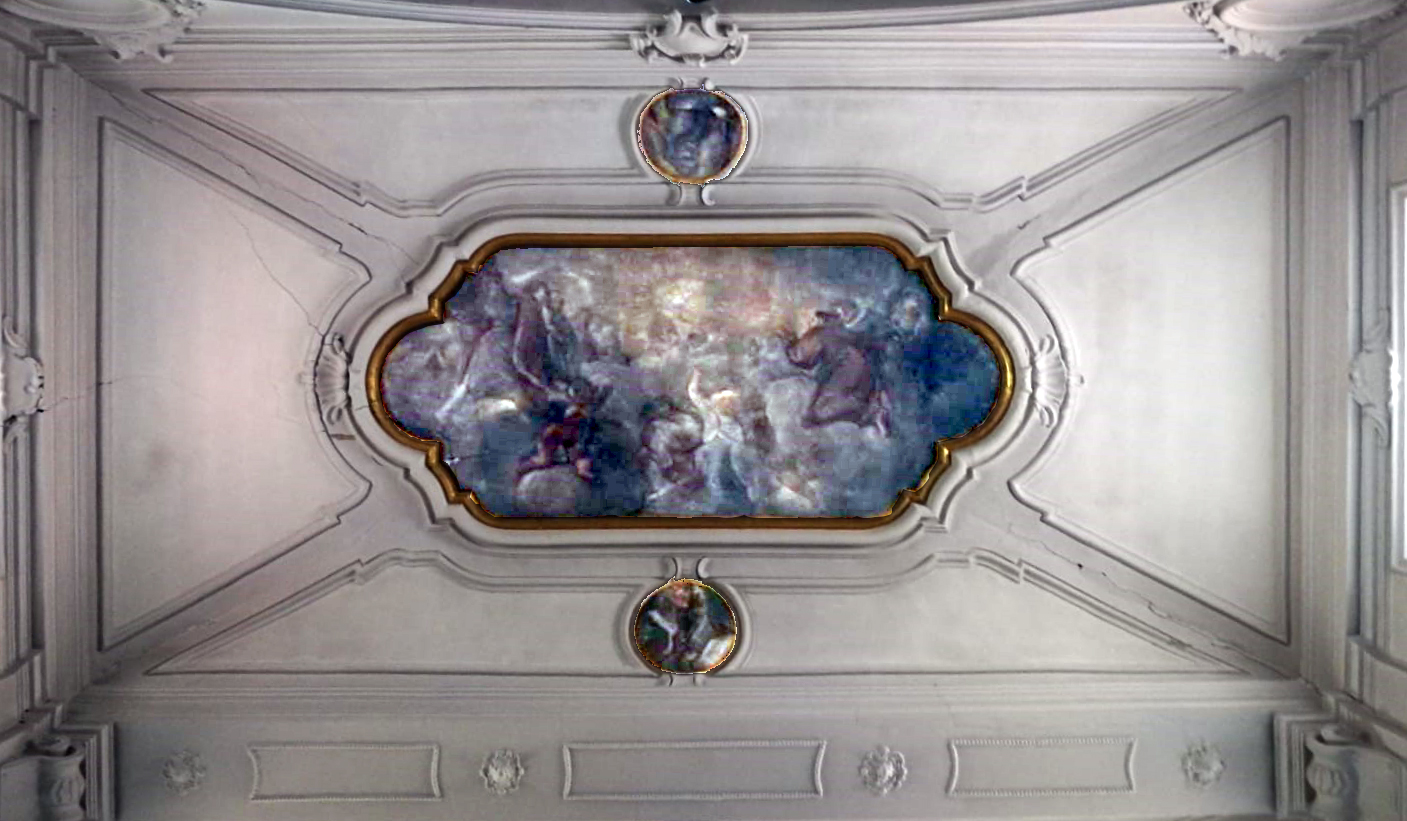
Navata centrale: Adorazione del SS.mo Sacramento
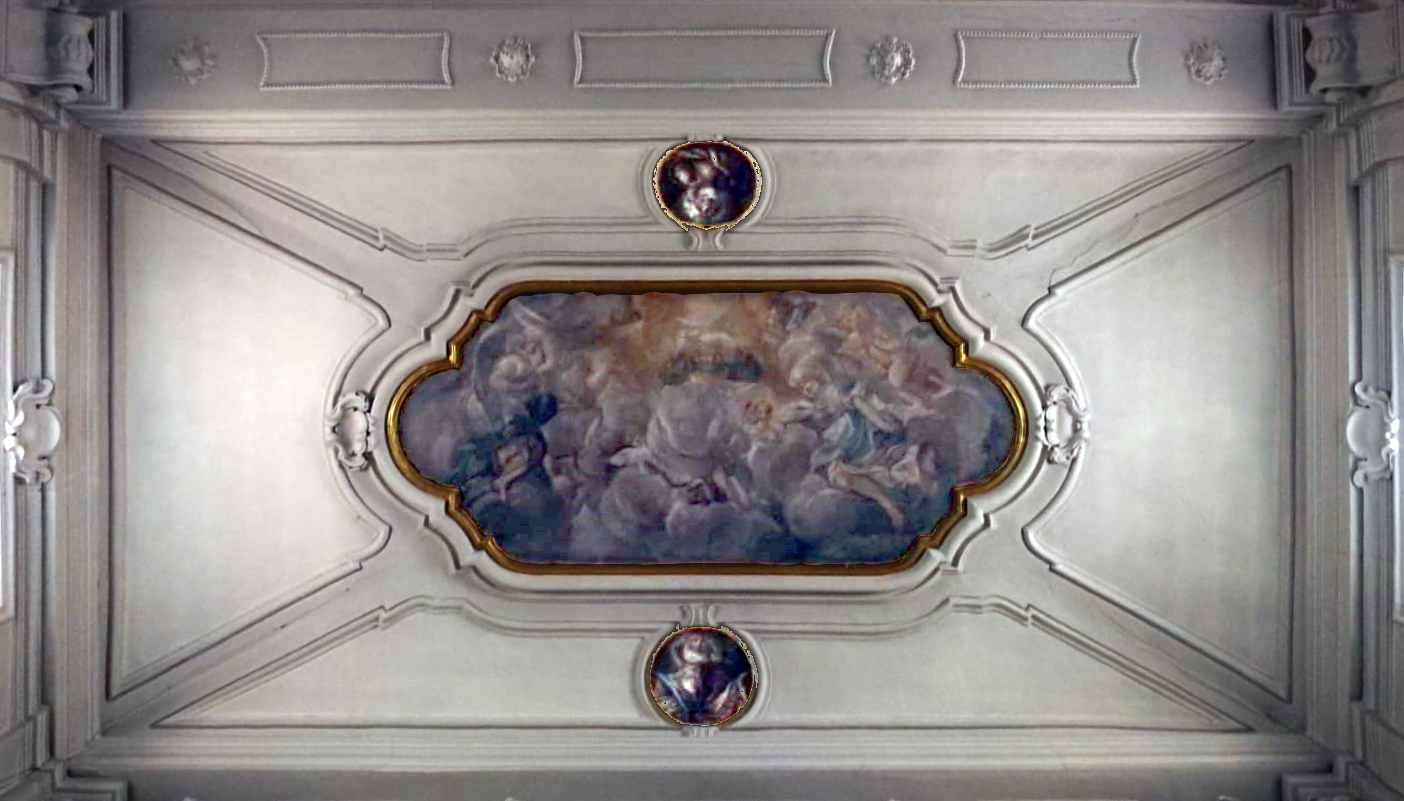
Navata centrale: Gloria dell'Agnello
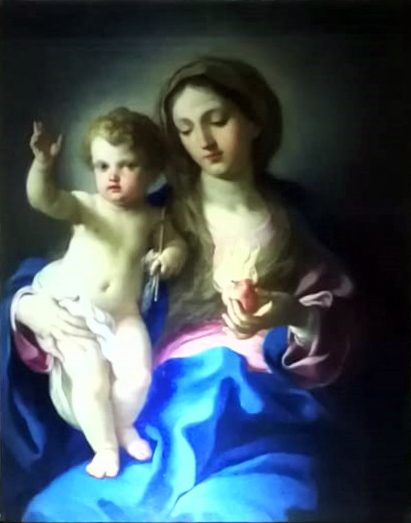
Madonna del Divino Amore
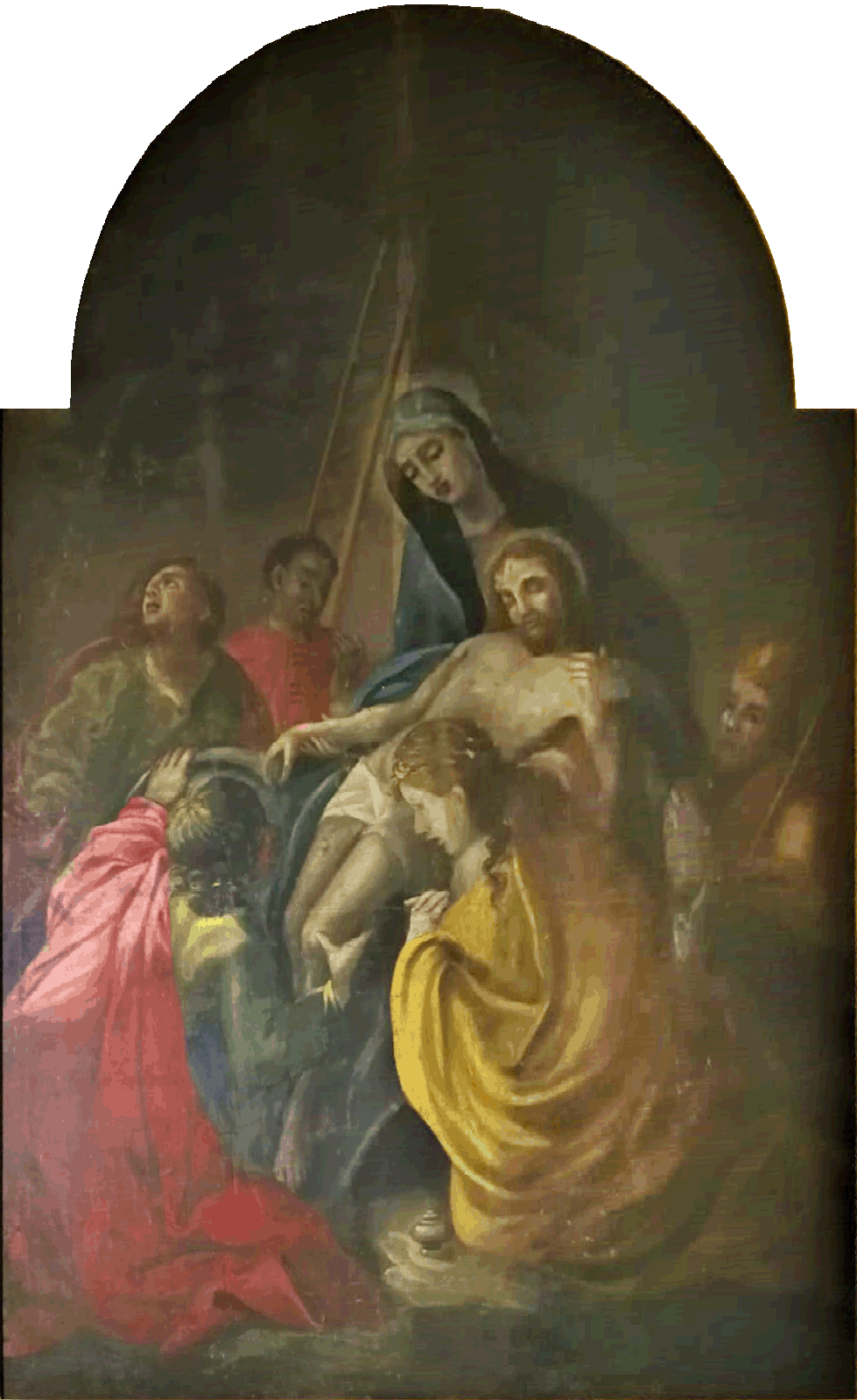
Deposizione
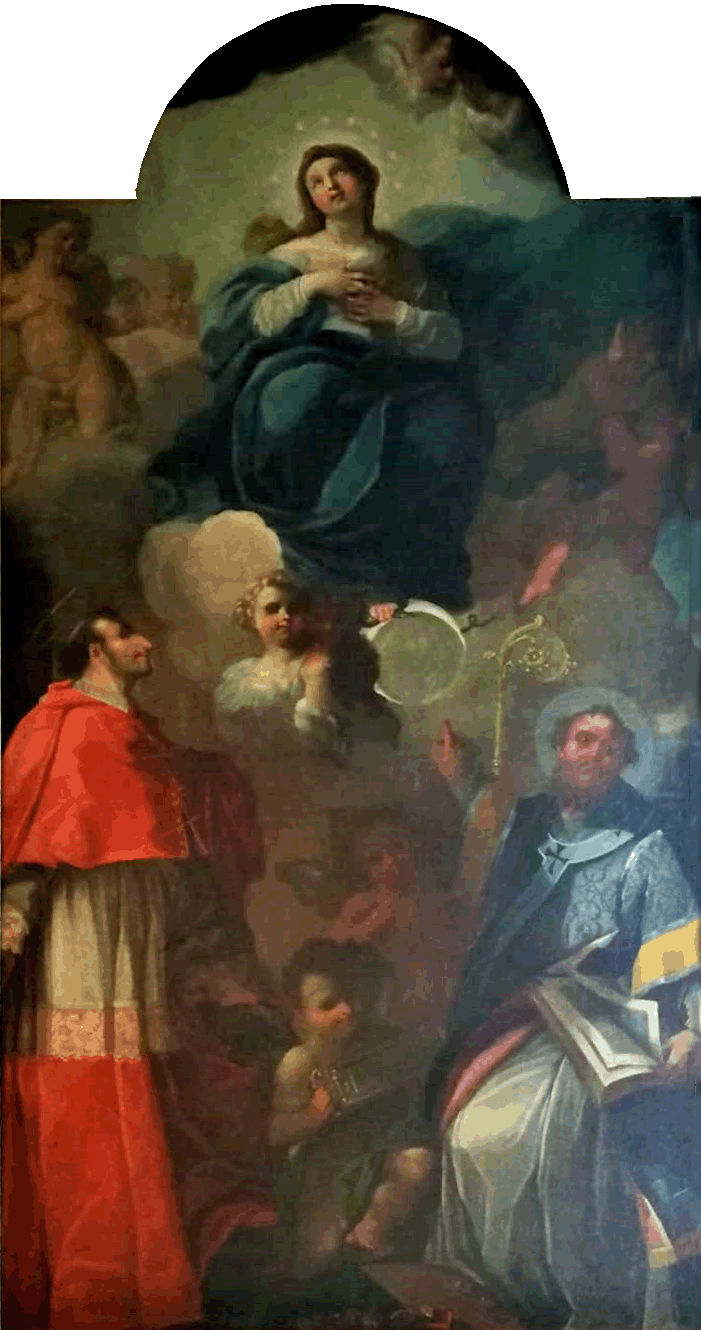
Immacolata Concezione, S. Nicola di Bari e S. Carlo Borromeo
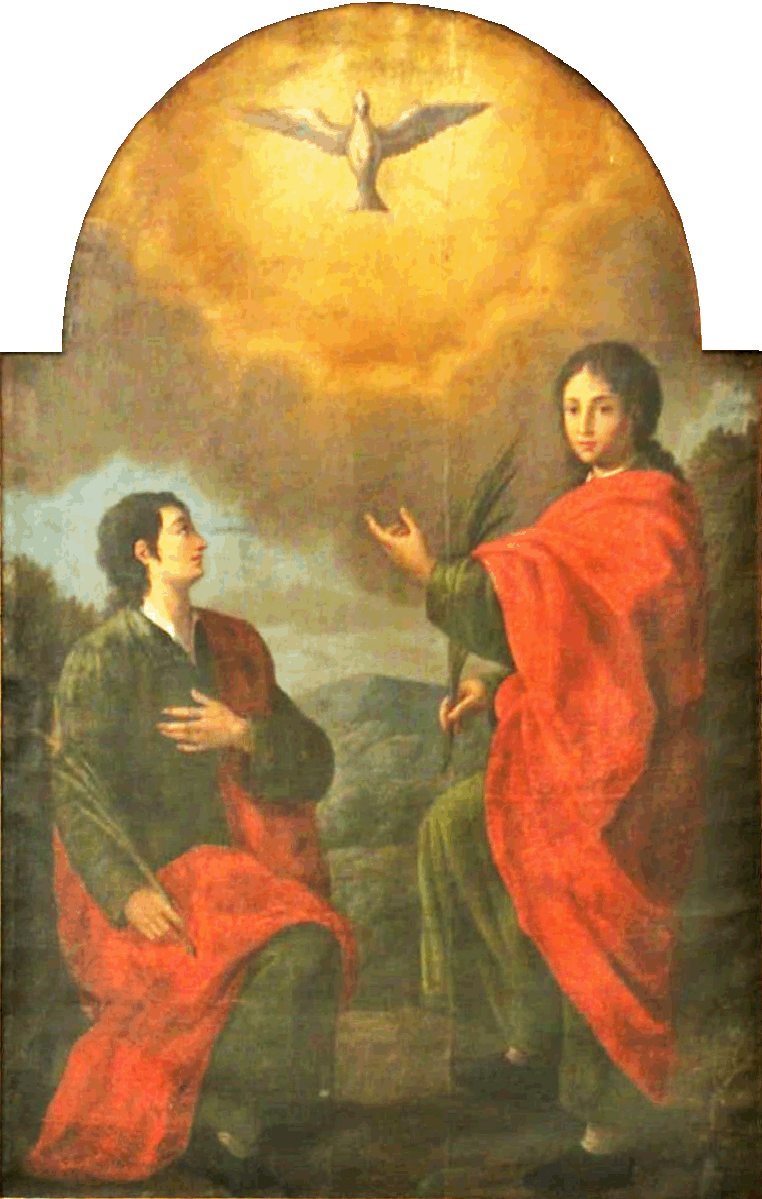
SS. Cosma e Damiano